# Ришоним
Ришонимите (на иврит: ראשונים; ед.ч. ראשון, Ришон, „ранни, първи“) са водещи еврейските общини равини и същевременно съдии в историята на юдаизма за периода от упадъка на академиите на гаоните в Сура и Пумбедита във Вавилония до написването на Шулхан арух.
Периодът на ришонимите е най-трагичния за юдаизма и на изток и на запад. Това е времето от Великите схизми с кръстоносните походи за освобождение на Божи гроб от неверниците. През този период се усилва неприязънта към евреите на религиозна основа през средновековието, като започват гоненията на евреите достигнали своя пик с изгонването на евреите от Испания и началото на Испанската, последвана от Португалската инквизция.
Този период в историята на юдаизма започва условно с Маймонид и завършва с Исак Абрабанел.